# بيير إيف كاردينال
بيير إيف كاردينال هو ممثل كندي، ولد في 24 يوليو 1978 في كندا.

## وصلات خارجية
- بيير إيف كاردينال على موقع IMDb (الإنجليزية)
- بيير إيف كاردينال على موقع ألو سيني (الفرنسية)
- بيير إيف كاردينال على موقع أول موفي (الإنجليزية)
- بيير إيف كاردينال على موقع قاعدة بيانات الفيلم (الإنجليزية)
- بيير إيف كاردينال على موقع كينوبويسك (الروسية)